# Дъндоналд
Вижте пояснителната страница за други значения на Дъндоналд.
Дъндо̀налд (на английски: Dundonald; на ирландски: Dún Dónaill) е град в източната част на Северна Ирландия. Разположен е в район Касълрей на графство Даун на около 5 km източно от централната част на столицата Белфаст. Имал е жп гара от 6 май 1850 до 24 април 1950 г. Населението му е 15 365 жители, по данни от 2011 г.